# Microrregión de Itaperuna
La microrregión de Itaperuna es una de las microrregiones del estado brasileño del Río de Janeiro pertenecientes a la mesorregión del Noroeste Fluminense. Posee un área de 3.128,656 km² y su población fue estimada en 2008 por el IBGE en 202.764 habitantes y está dividida en siete municipios.

## Municipios
- Bom Jesus do Itabapoana
- Italva
- Itaperuna
- Laje do Muriaé
- Natividade
- Porciúncula
- Varre-Sai

- Datos: Q2189000